# Marko Pavićević
Marko Pavićević (in serbo Марко Павићевић?; Gornji Milanovac, 3 settembre 1986) è un calciatore serbo, attaccante dei Serbian White Eagles.

## Carriera
Ha giocato nella prima divisione dei campionati serbo, cipriota e montenegrino.

## Palmarès

### Individuale
- Capocannoniere della Prva Liga Srbija: 1

2008-2009 (15 reti)